# 腊纳瓦洛娜二世
腊纳瓦洛娜二世（1829年—1883年7月13日）是马达加斯加伊默里納王國君主。1868年至1883年在位。
腊纳瓦洛娜二世原名腊莫纳，為拉達馬二世的王后；1868年，其表姐臘佐赫里納逝世后由首相赖尼莱亚里沃尼立为伊默里納女王，并与首相進行政治聯姻，腊纳瓦洛娜在位期间，马达加斯加在赖尼莱亚里沃尼的领导下进行了一系列的近代化改革，女王本人也率领伊默里纳王室皈依新教，试图得到西方国家的接纳；但改革收效甚微，马达加斯加仍然瀕臨着亡國的危機。

## 生平
出生于1829年，为马达加斯加王国女王腊纳瓦洛娜一世的外甥女，她与表姐腊佐赫里纳都嫁给了腊纳瓦洛娜一世之子腊科托，成为太子妃。1861年，腊纳瓦洛娜一世逝世，腊科托继位，史称拉達馬二世，腊莫纳也由此成为伊默里纳王后。拉達馬二世試圖緩和其母亲腊纳瓦洛娜的嚴厲政策，加强与英法等国的外交关系；但首相賴尼沃尼納希特里尼奧尼兄弟等貴族及平民組成的聯盟却希望终止君主絕對權力，又反对拉達馬二世的政策，并因此在1863年發動政變刺杀了拉達馬二世，拥戴腊佐赫里纳为马达加斯加女王。凭借着与时任首相赖尼莱亚里沃尼的私交，腊莫纳可以随意出入王宫。1868年4月1日，腊佐赫里纳逝世，赖尼莱亚里沃尼决定立腊莫纳为女王，史称腊纳瓦洛娜二世，她继位后也像腊佐赫里纳一样，与赖尼莱亚里沃尼成婚:293。
腊纳瓦洛娜二世在位期间，首相赖尼莱亚里沃尼凭借着与王室的政治联姻，继续在国内开展各项改革活动，岛上各地都建立了学校并实行强制入学。军队的组织结构得到改善，还聘请了英国顾问来训练士兵，令军人职业化:522-524。多配偶制受到取缔，基督教于1869年成为王室的官方信仰，腊纳瓦洛娜二世本人也受洗成为一名基督徒，不再信仰当地的传统宗教。赖尼莱亚里沃尼还加强了君主對梅里納貴族之控制，阻止他们的干政行为；在司法上，马达加斯加参照英国普通法系对本国的司法制度进行了改革，首都因此建立了三座欧式法院:522-524。在对外关系上，马达加斯加在1868年与法国签订了新条约，马达加斯加给予法国最惠国待遇，并允许法国人在马岛开展贸易及传教活动，缓和了与法国紧张的关系，又向美国、英国派遣了使节；总体上改善了该国在西方世界的形象。
尽管如此，马达加斯加还是受到了法国的觊觎，1883年，法国以前者不遵守《朗贝尔特许状》为由，对马岛西北海岸的马任加发起炮击，第一次馬達加斯加戰爭由此爆发，腊纳瓦洛娜二世亦于同年逝世。死后葬于安布希曼加，1897年，她被移葬到塔那那利佛王宫。首相赖尼莱亚里沃尼为了继续维持自己的地位，在王室中挑选了一名女性成员并让她继承王位，史称腊纳瓦洛娜三世:296。